# 裂叶点地梅
裂叶点地梅（学名：Androsace dissecta）为报春花科点地梅属下的一个种。

## 扩展阅读
- 維基物種上的相關：裂叶点地梅